# Amy Locane
Amy Locane (Trenton, 19 dicembre 1971) è un'attrice statunitense.

## Biografia
Si fa notare nel film di John Waters Cry Baby dove recita al fianco di Johnny Depp e in Scuola d'onore con Brendan Fraser. Nel 1992 fa parte del cast iniziale di Melrose Place, dove interpreta Sandy Louise Harling, una cameriera che sogna di diventare un'attrice, ma a causa del poco successo ottenuto dal suo personaggio, dopo soli 13 episodi viene estromessa dalla serie.
Dopo l'esperienza in Melrose Place, recita nel film Airheads - Una band da lanciare, a cui seguono partecipazioni ai film Vivere fino in fondo e Bongwater. Dopo una serie di partecipazioni a film tv e vari film minori, nel 2002 ottiene una parte in Secretary.
Nel 2003 ottiene una parte nel film di Walter Klenhard Un caso senza soluzione.
Il 29 giugno 2010 viene arrestata con l'accusa di omicidio per avere investito ed ucciso una donna mentre guidava in stato di ebbrezza 

## Filmografia

### Cinema
- Lost Angels, regia di Hugh Hudson (1989)
- Cry-Baby, regia di John Waters (1990)
- Scuola d'onore (School Ties), regia di Robert Mandel (1992)
- Blue Sky, regia di Tony Richardson (1994)
- Airheads - Una band da lanciare (Airheads), regia di Michael Lehmann (1994)
- Giorni di passione (Carried Away), regia di Bruno Barreto (1996)
- Vivere fino in fondo (Going All the Way), regia di Mark Pellington (1997)
- Bongwater, regia di Richard Sears (1998)
- Implicated, regia di Irving Belateche (1999)
- Bad Karma, regia di John Hough (2001)
- Secretary, regia di Steven Shainberg (2002)
- Un caso senza soluzione (Mystery Woman), regia di Walter Klenhard (2003)
- No Way Up - Non avrai via di scampo (Throttle), regia di James Seale (2005)

### Televisione
- Melrose Place – serie TV, 13 episodi (1992)
- Ebenezer, regia di Ken Jubenvill – film TV (1998)
- Route 9, regia di David Mackay – film TV (1998)